# John Cody

Kardinalswappen von John Patrick Cody

John Patrick Kardinal Cody (* 24. Dezember 1907 in St. Louis, Missouri; † 25. April 1982 in Chicago, Illinois) war ein US-amerikanischer Geistlicher und römisch-katholischer Erzbischof von Chicago.

## Leben
John Cody wurde in St. Louis als Kind einer Familie irischer Abstammung geboren. Ab dem zwölften Lebensjahr besuchte er das St. Louis Preparatory Seminary. Anschließend studierte er in Rom am Päpstlichen Athenaeum „De Propaganda Fide“ und am Päpstlichen Athenaeum „Sant’Apollinare“ Katholische Theologie und Philosophie. Zudem trat er in das Priesterseminar des Päpstlichen Nordamerika-Kollegs ein und empfing am 8. Dezember 1931 durch Francesco Kardinal Marchetti Selvaggiani das Sakrament der Priesterweihe.
Bereits im Jahr 1928 wurde er zum Dr. phil. promoviert, 1932 zum Dr. theol. und 1938 zum Dr. iur. can. In der Zeit von 1932 bis 1938 war er zugleich Dozent am Päpstlichen Nordamerika-Kolleg und arbeitete auch für das Staatssekretariat des Heiligen Stuhls. Nach seiner Rückkehr in die Vereinigten Staaten war er von 1938 bis 1940 Erzbischöflicher Sekretär des Erzbischofs von St. Louis, John Joseph Glennon, und zeitgleich Kaplan am St. Mary’s Home for Girls.
Papst Pius XII. ernannte ihn am 24. Mai 1939 zum Geheimkaplan Seiner Heiligkeit. Am 2. Mai 1940 wurde er Cancellarius Curiae des Erzbistums St. Louis. Am 14. Juli 1946 verlieh ihm Pius XII. den Titel Hausprälat Seiner Heiligkeit und ernannte ihn am 14. Mai 1947 zum Titularbischof von Apollonia und zum Weihbischof in Chicago. Die Bischofsweihe spendete ihm Joseph Elmer Ritter am 2. Juli desselben Jahres in der Kathedrale von St. Louis; Mitkonsekratoren waren George Joseph Donnelly, Bischof von Kansas City in Kansas und Vincent Stanislaus Waters, Bischof von Raleigh. Papst Pius XII. ernannte ihn am 19. Januar 1954 zum Koadjutor-Bischof von Kansas City und am 9. Mai 1955 zum Apostolischen Administrator von Saint Joseph. Am 2. Juli 1956 wurde das Gebiet des Bistums Saint Joseph unter den neuerrichteten Bistümern Jefferson City und Springfield-Cape Girardeau aufgeteilt und der Bischofssitz selbst, mit einem Restgebiet, mit dem Bistum Kansas City zum jetzigen Bistum Kansas City-Saint Joseph zusammengeschlossen. Am 24. August 1956 wurde zum Koadjutor-Bischof des neuen Bistum ernannt und folgte am 11. September 1956 als Bischof von Kansas City-Saint Joseph nach. Am 14. August 1961 wurde er von Papst Johannes XXIII. zum Titularerzbischof von Bostra und zum Koadjutorerzbischof von New Orleans ernannt. Am 1. Juni 1962 wurde er ebenda Apostolischer Administrator; im selben Jahr dort zudem Generalvikar. Am 8. November 1964 ernannte ihn Papst Paul VI. zum Erzbischof von New Orleans und kurz darauf, am 14. Juni 1965, zum Erzbischof von Chicago. In dieser Zeit nahm er auch am Zweiten Vatikanischen Konzil teil.
Im Konsistorium vom 26. Juni 1967 nahm ihn Paul VI. als Kardinalpriester mit der Titelkirche Santa Cecilia in das Kardinalskollegium auf. Cody nahm teil am Konklave August 1978, das Johannes Paul I. wählte, und am Konklave Oktober 1978, aus dem Johannes Paul II. als Papst hervorging.
John Cody starb infolge eines Herzinfarkts im Alter von 74 Jahren und wurde im Bischöflichen Mausoleum auf dem Mount Carmel Cemetery (Hillside) in Chicago bestattet.